# Conistra sericea
Conistra sericea là một loài bướm đêm trong họ Noctuidae.